# بایکس پنس
بایکس پنس (به اسپانیایی: Bajo Panadés) یک منطقهٔ مسکونی در اسپانیا است که در استان تاراگونا واقع شده‌است. بایکس پنس ۲۹۶٫۴ کیلومتر مربع مساحت و ۱۰۰٬۲۶۲ نفر جمعیت دارد.